# Joseph Enanga
Joseph Enanga, né le 28 août 1958 à Douala, est un footballeur international camerounais, évoluant au poste de milieu du terrain.
Est père d' un fils Antoine 

## Biographie
Il est retenu par le sélectionneur Jean Vincent afin de participer avec l'équipe du Cameroun à la Coupe du monde 1982 organisée en Espagne. Il ne joue aucun match lors de cette compétition.
En club, il commence sa carrière avec l'Unité de Douala et l'Union de Douala, avant de jouer en France, en faveur du CO Saint-Dizier, de 1982 à 1988.